# Мигаль, Денис Александрович
Денис Александрович Мигаль (родился 5 октября 1985 года) — белорусский гребец (академическая гребля).

## Биография
Греблей занимается с 1996 года.
Первые международные старты Дениса относятся к 2002 году, когда он принял участие в юниорском чемпионате мира в Литве, где занял 8-е место в классе JM2x.
В 2005 году на молодёжном чемпионате мира в Амстердаме стал чемпионом в классе BM4x. В 2006 году на молодёжном чемпионате мира в Бельгии стал чемпионом в классе BM2x. В 2007 году снова золото на молодёжном чемпионате мира в Польше в классе BM2x.
На чемпионате Европы 2007 года стал бронзовым призёром в классе M4x. В 2009 году - серебро чемпионата Европы в классе M4x. В 2011 году - серебро чемпионата Европы в классе M4-. На чемпионате Европы 2015 года - бронза в том же классе.
Участник Пекинской Олимпиады, где белорусы в классе M2x стали седьмыми. Через четыре года, на Лондонской Олимпиаде белорусы стали седьмыми в классе M4-.
Мастер спорта международного класса Республики Беларусь